# Wolfskinder

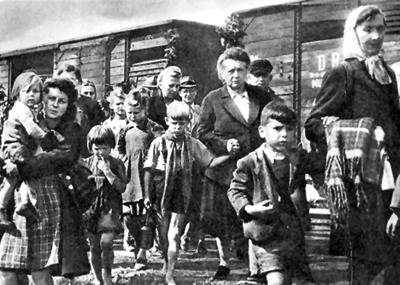
Expulsión de civiles alemanes durante y tras la II Guerra Mundial.

Wolfskinder (niños lobo en español; vokietukai en lituano y Wolf children o Little Germans en inglés) fue el nombre que recibieron los niños huérfanos o abandonados que deambulaban por los bosques de Lituania al término de la II Guerra Mundial, tras la denominada evacuación de Prusia Oriental. Abandonados a su suerte, se vieron obligados a sobrevivir en la naturaleza como animales (de ahí, el nombre que recibieron), bajo la amenaza permanente de ser descubiertos por las autoridades soviéticas.
En algunos casos, fueron acogidos por granjeros que los mantenían a cambio de su mano de obra. En otros casos, fueron adoptados por familias lituanas a espaldas de las autoridades soviéticas, y solo tras el colapso de la Unión Soviética en 1990 muchos de ellos, ya adultos, pudieron revelar su verdadera identidad. Es a partir de este momento cuando este fenómeno se empieza a conocer.

## Repercusión en la opinión pública
Lentamente, estos hechos históricos fueron revelándose a través de sus protagonistas. El 13 de julio de 2019, la revista National Geographic publicó un artículo titulado "Los «niños lobo» olvidados de la Segunda Guerra Mundial".

«Muchos de los niños lobo alemanes que acudieron a Lituania comparten historias similares en las que les despojaron del idioma, la familia y el hogar, unos de los elementos identitarios más importantes, a las edades a las que eran más impresionables. Lo que recibieron a cambio fue una vida de trabajo en condiciones durísimas, normalmente con la educación mínima y en la clandestinidad. Cualquier ayuda que obtuvieran de sus vecinos lituanos podía acabar de forma abrupta en cualquier momento.»

## Filmografía
- Wolfskinder, documental de Eberhard Fechner (1991).[5]
- Wolfskinder, película de Rick Ostermann (2013).[6]